# I bitwa pod Chruśliną
Bitwa pod Chruśliną – bitwa stoczona 30 maja 1863 roku podczas powstania styczniowego.
Bitwę koło Chruśliny stoczyły połączone oddziały polskie (180-200 żołnierzy) pułkownika Marcina "Lelewela" Borelowskiego i Zygmunta Koskowskiego z wojskami rosyjskimi. Polacy skutecznie odparli wszystkie ataki rosyjskie, tracąc 38 żołnierzy. Choć rosyjskie straty były większe, to jednak wobec znacznej przewagi Rosjan Polacy musieli się wycofać. Pułkownik "Lelewel" po połączeniu się z oddziałami Ruckiego i Krysińskiego ruszył lasami lubartowskimi pod Garwolin.